# Symplocos tribracteolata
Symplocos tribracteolata är en tvåhjärtbladig växtart som beskrevs av F. Almeda. Symplocos tribracteolata ingår i släktet Symplocos och familjen Symplocaceae. Inga underarter finns listade i Catalogue of Life.